# Pake McEntire
Del Stanley « Pake » McEntire, né le 23 juin 1953, est un musicien américain de country. Il est le frère aîné de Reba McEntire et Susie Luchsinger.

## Biographie
Pake McEntire est né à Chockie, dans l'Oklahoma, aux États-Unis. Il signe avec le RCA Nashville en 1986, et fait ses débuts sur la scène musicale country nationale avec la sortie de son premier single, Every Night, qui a culminé à la 20e place du classement Billboard Hot Country Singles. Il est suivi de son plus grand succès dans les classements, Savin 'My Love for You, à la 3e place. Bad Love et Heart vs. Heart, aussi issus de son premier album, étaient des succès, mais mineurs.
Le deuxième album de McEntire pour le RCA, intitulé My Whole World, est sorti en 1988. Il a produit deux autres entrées mineures dans les classements avant qu'il ne soit retiré de la liste du RCA. Depuis, il a publié trois autres albums dans des labels indépendants.

## Discographie

### Albums studio
| Année | Album                   | Country US |
| ----- | ----------------------- | ---------- |
| 1980  | The Rodeo Man           |            |
| 1986  | Too Old to Grow Up Now  | 52         |
| 1988  | My Whole World          |            |
| 2003  | And They Danced         |            |
| 2005  | Your Favorites and Mine |            |
| 2007  | Singin' Fiddlin' Cowboy |            |
| 2008  | The Other Side of Me    |            |

### Singles
| Année | Single                  | Meilleure position | Meilleure position | Album                  |
| Année | Single                  | Country (US)       | Country (CAN)      | Album                  |
| ----- | ----------------------- | ------------------ | ------------------ | ---------------------- |
| 1986  | Every Night             | 20                 | 47                 | Too Old to Grow Up Now |
| 1986  | Savin' My Love for You  | 3                  | 4                  | Too Old to Grow Up Now |
| 1986  | Bad Love                | 12                 | 15                 | Too Old to Grow Up Now |
| 1987  | Heart vs. Heart         | 25                 | 27                 | Too Old to Grow Up Now |
| 1987  | Too Old to Grow Up Now  | 46                 | 51                 | Too Old to Grow Up Now |
| 1987  | Good God, I Had It Good | 29                 | 45                 | My Whole World         |
| 1988  | Life in the City        | 62                 | —                  | My Whole World         |